# Strupenfossen
Strupenfossen est une chute d'eau de Norvège.

## Caractéristiques
Strupenfossen est constituée de 7 sauts. Au total, la chute d'eau mesure 820 m de haut.

## Localisation
Strupenfossen est située sur la commune de Gloppen dans le comté de Vestland, en Norvège.
Elle est alimentée par le Strupen.